# Stapelbäddsparken

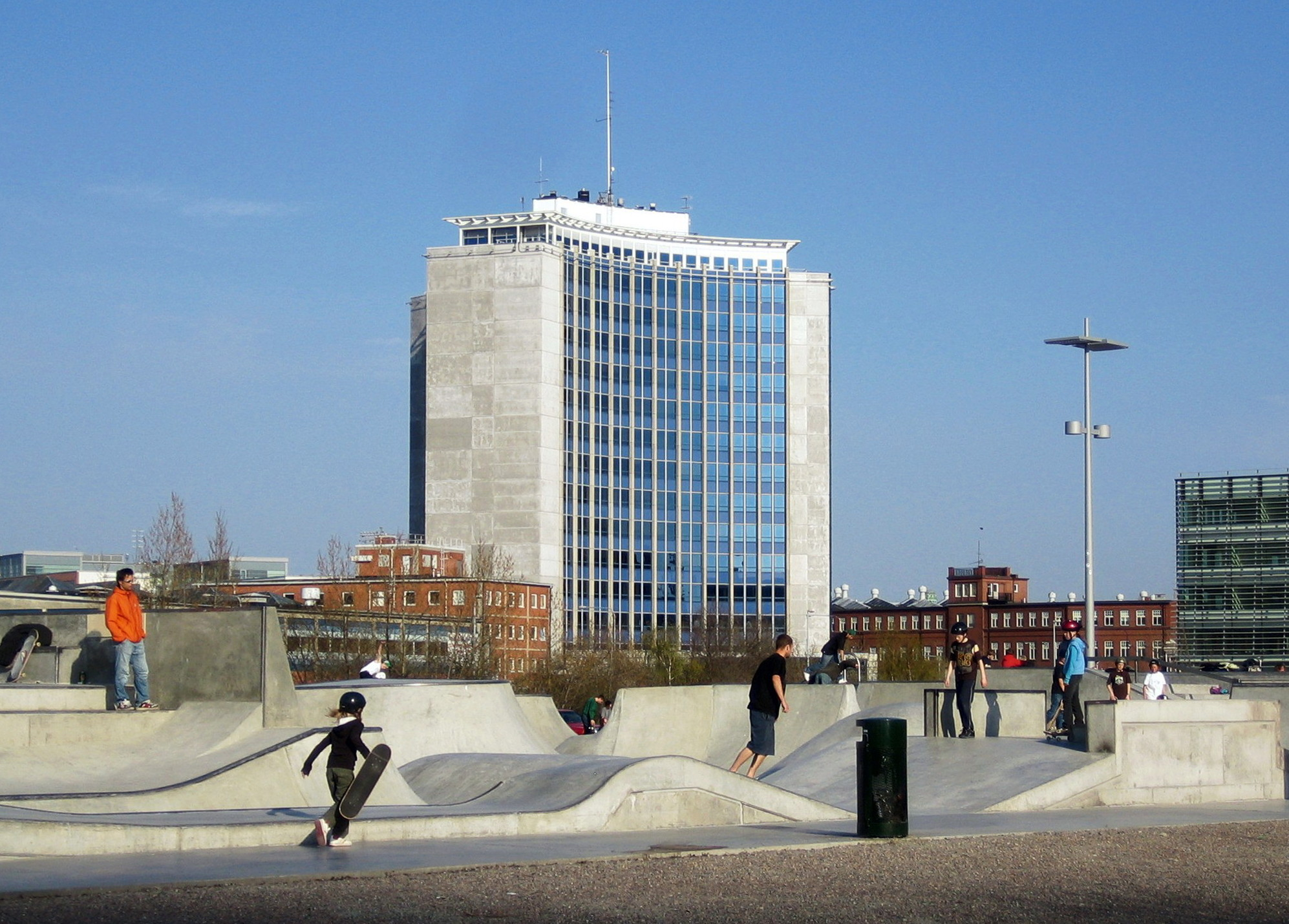
Stapelbäddsparken med Gängtappen i bakgrunden

Stapelbäddsparken är en förening, kreativt centrum och en skateboardpark i Västra hamnen i Malmö. Namnet kommer av att skateboardparken, föreningens första projekt, byggts i det kvarter där Malmös sista stapelbädd, Stapelbädd 7, finns bevarad. 
Parken är designad av Stefan Hauser.
Stapelbäddsparken inriktar sig på ungdomar och gatukultur. 1 800 m² upptas av en skateboardpark i betong som invigdes hösten 2005. Stapelbäddsparken är sedan mars 2011 nyrenoverad och är en arena för kultur och ungdomsaktiviteter under namnet STPLN. I lokalerna finns bland annat Fabriken, Cykelköket, 1scale1 och Forskningsavdelningen.